# 传递矩阵法
传递矩阵法（英語：Transfer-matrix method）是一种在统计力学计算中使用的数学技巧。其基本思想是，对于只有相邻粒子间存在相互作用的体系，其配分函数可写作以下形式：
{\displaystyle {\mathcal {Z}}=\mathbf {v} _{0}\cdot \left\{\prod _{k=1}^{N}\mathbf {W} _{k}\right\}\cdot \mathbf {v} _{N+1}}
其中v0和vN+1是p维向量，代表边界上的粒子的状态。Wk为所谓的“传递矩阵”，矩阵元素代表相邻两粒子各种状态下相互作用的统计权重，其连乘的展开即为系统各种可能的状态统计权重之和——配分函数。如果忽略边界，或视作周期性边界，配分函数即为
{\displaystyle {\mathcal {Z}}=\mathrm {tr} \left\{\prod _{k=1}^{N}\mathbf {W} _{k}\right\}}
“tr”为矩阵的迹。数学上，矩阵的迹等于所有特征值之和。若所有传递矩阵Wk都相同，传递矩阵的连乘即为WN，其各特征值为W矩阵各特征值λ的N次方，又因为在热力学极限下粒子数目很大，只有最大的特征值对配分函数有明显贡献：
{\displaystyle {\mathcal {Z}}=\mathrm {tr} \left\{\mathbf {W} ^{N}\right\}=\sum _{i=1}^{N}\lambda _{i}^{N}\approx \lambda _{\text{max}}^{N}}
由此，配分函数可通过求解传递矩阵的特征值精确导出。
当一个体系可以分解为一系列只有相邻元素相作用的子体系时，可考虑应用传递矩阵法。例如，三维立方伊辛模型可视作一层层二维伊辛模型的堆砌，只有相邻的子系统之间有相互作用。子系统可能的状态数是p，那么传递矩阵Wk的维度为pxp，而矩阵元素的大小与各状态的统计权重有关。
传递矩阵法是一些统计力学模型精确解的关键。例如Zimm-Bragg模型和Lifson-Roig模型解释溶液中线形高分子的螺旋-线团转变，蛋白质-DNA结合模型的传递矩阵法解，以及物理学史上著名的拉斯·昂萨格给出的二维易辛模型解析解。